# Древесный лев пантеровидный

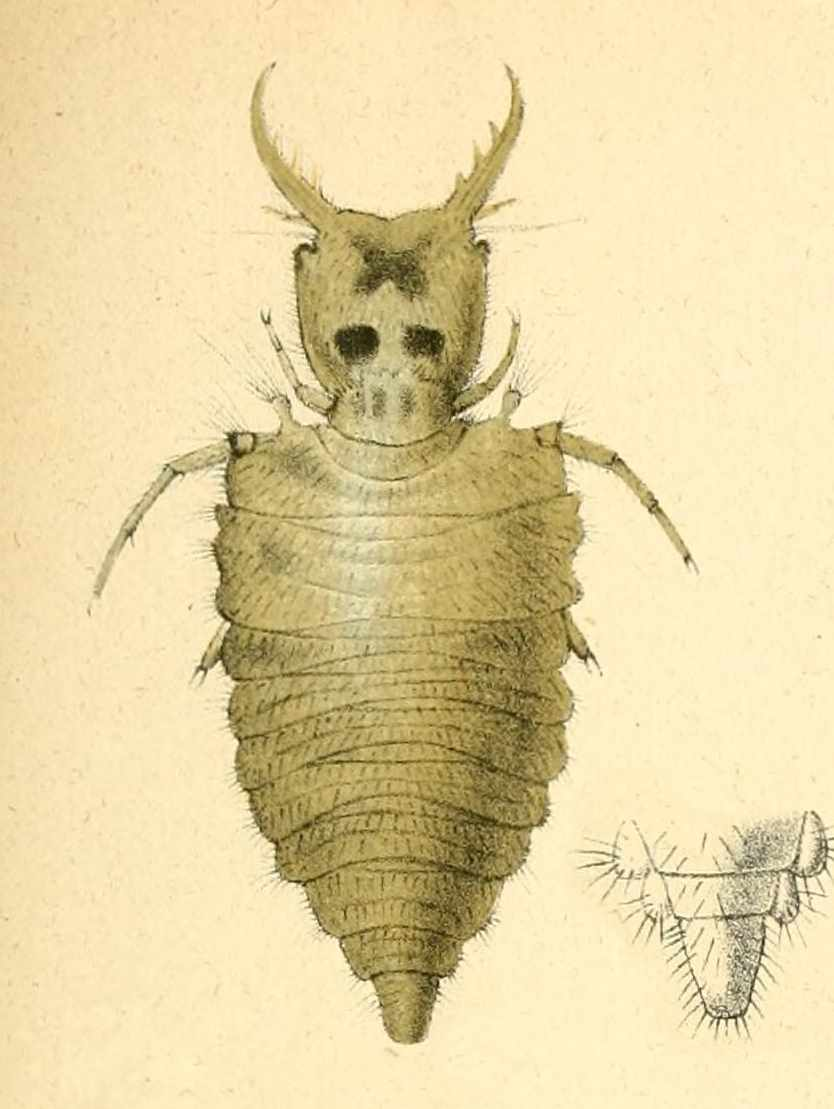
Личинка

Древесный лев пантеровидный (Dendroleon pantherinus) — вид сетчатокрылых насекомых из семейства муравьиных львов (Myrmeleontidae).

## Описание
Передние и задние крылья примерно одинаковой длины 19—23 мм. Муравьиный лев жёлто-бурый с красно-бурыми пятнами на крыльях. Длина брюшка у особей обоих полов одинакова и составляет 19—23 мм. Голова жёлто-бурого цвета, с широкой тёмно-бурой полоской между глазами. Лоб выпуклый. На темени и затылке находится светло-бурый плохо выраженный рисунок. Усики длинные, их булава чёрного цвета, образована 8—9 уплощенными широкими члениками. Грудь жёлтого цвета с бурым рисунком. На боках груди идёт широкая тёмно-бурая полоска, продолжающаяся далее на брюшко. Ноги длинные и тонкие, жёлтого окраса. Задние бёдра почти целиком бурые. Ноги покрыты короткими редкими чёрными волосками и щетинками. Крылья широкие, ланцетовидные, с двухцветными поперечными и продольными жилками, с ярко выраженными передними линиями Бэнкса. Аксиллярные пластинки имеются у самцов. Поперечные жилки переднего и заднего крыла, особенно около стигм, раздвоены. На задних крыльях рисунок сосредоточен в дистальной его части. На обоих крыльях есть затемнения мембраны в узком поле между жилками Sc и R. От близких видов отличается расположением бурых пятен на крыльях. Брюшко светло-бурого цвета, с тёмным рисунком в виде полуколец. Оно покрыто короткими чёрными волосками. Эктопрокты у самцов небольшие, чешуевидные, не выступающие за край брюшка.

## Ареал
Западная Европа, Россия, Украина, Крым, Чехия, Словения, Болгария, Венгрия, Румыния, Турция, Грузия, Азербайджан.
В Краснодарском крае вид приурочен к старым лесным массивам, преимущественно дубравам, произрастающим на водоразделах и склонах южной экспозиции. На территории Краснодарского края России находки вида известны из следующих точек: Бетта, Красная Поляна, Аше, Лоо, Гагры, Сочи, Сухуми.

## Биология
Вид редок, распространён локально и спорадически. Взрослые особи встречаются в субтропических или умеренных влажных широколиственных лесах, летают под пологом леса. Активны в ночное время. Имаго — хищники, добычу ловят в полёте. Личинки — активные хищники. Личинки живут в основном в дуплах лиственных деревьев (каштан и дуб). Они также отмечены под корой деревьев и даже в жилых домах, где прятались в затененных местах. Голова личинки тёмная, прямоугольной формы, практически квадратная. Мандибулы тонкие, с 3 зубцами, светлые, по своей длине равны длине головы. На груди есть мощно выраженные пальцеобразные выросты, покрытые длинными волосками. Последний сегмент брюшка у личинки ровный, шишковидный, с большими щетинками. Окукливаются в шелковистом коконе. Куколка свободная.

## Охрана
Вид включён в Красную книгу Краснодарского края, как «находящийся в критическом состоянии». Редкость вида — его биологическая особенность. Численность и стабильность популяций вида находится в зависимости от наличия и количества дуплистых деревьев в широколиственных лесах и парках в пределах ареала.